# Karin Janke
Pour les articles homonymes, voir Janke.
Karin Janke (née le 14 octobre 1963 à Wolfsburg) est une athlète allemande ayant représenté l'Allemagne de l'Ouest avant la Réunification spécialiste du 400 mètres. Elle s'est notamment illustré dans les épreuves de relais.

## Biographie

### Palmarès
| Date | Compétition                | Lieu              | Résultat | Épreuve   | Performance   |
| ---- | -------------------------- | ----------------- | -------- | --------- | ------------- |
| 1989 | Coupe d'Europe des nations | Gateshead         | 3e       | 4 × 100 m | 43 s 64       |
| 1989 | Universiade d'été          | Duisbourg         | 2e       | 4 × 400 m | 3 min 27 s 02 |
| 1990 | Championnats d'Europe      | Split             | 4e       | 4 × 400 m | 3 min 25 s 12 |
| 1993 | Coupe d'Europe des nations | Rome              | 3e       | 4 × 400 m | 3 min 27 s 80 |
| 1994 | Championnats d'Europe      | Helsinki          | 3e       | 4 × 400 m | 3 min 24 s 10 |
| 1994 | Coupe du monde des nations | Londres           | 2e       | 4 × 400 m | 3 min 27 s 59 |
| 1995 | Coupe d'Europe des nations | Villeneuve-d'Ascq | 2e       | 4 × 400 m | 3 min 26 s 23 |
| 1995 | Championnats du monde      | Göteborg          | 4e       | 4 × 400 m | 3 min 26 s 10 |

### Records
| Épreuve    | Performance | Lieu       | Date         |
| ---------- | ----------- | ---------- | ------------ |
| 400 mètres | 50 s 64     | Düsseldorf | 11 août 1990 |